# Ortalis poliocephala
Chachalaca-mexicana ou aracuã-de-peito-cinzento (Ortalis poliocephala) é uma espécie de ave da família Cracidae.
Apenas pode ser encontrada no México.
Os seus habitats naturais são: florestas secas tropicais ou subtropicais e florestas subtropicais ou tropicais húmidas de baixa altitude.